# Zbigniew Zielonka
Zbigniew Tadeusz Zielonka (ur. 12 sierpnia 1929 w Poznaniu, zm. 24 stycznia 2021 w Słupsku) – polski filolog, historyk, prozaik, eseista, publicysta oraz scenarzysta telewizyjny. Naukowiec - prekursor badań z geografii życia literackiego.

## Życiorys
Zbigniew Zielonka urodził się 12 sierpnia 1929 roku w Poznaniu. W roku 1950 ukończył Liceum Ogólnokształcące w Kcyni. Absolwent filologii polskiej na Uniwersytecie im. Adama Mickiewicza. W latach 1954–1974 pracował jako nauczyciel w szkołach średnich Opola. W 1974 uzyskał stopień doktora, w tym samym roku rozpoczął pracę w Wyższej Szkole Pedagogicznej w Słupsku. W latach 1999–2005 był pracownikiem naukowym Bałtyckiej Wyższej Szkoły Humanistycznej w Koszalinie. 
Zmarł 24 stycznia 2021 w Słupsku. Pochowany na cmentarzu komunalnym w Opolu w alei zasłużonych.

## Twórczość literacka
Debiutował jako pisarz w 1954 na łamach czasopisma „Wici”.  

### Powieści historyczne
- W Jemielnicy sądny dzień (1956)[4],
- Orły na sarkofagu (1964)[4],
- Klucz ziemi (1965)[5],
- Ziemie wschodząca (1973)[5],
- Księga Henrykowska (1979)[5],
- Henryk Prawy (1982)[6],

### Monografie
- Śląsk – ogniwo tradycji: rozważania o historii i kulturze (1981)[5],
- Geografia życia literackiego polskiego kręgu kulturowego na Śląsku (1994)[6],
- Praojce, Ojce i my. Powrót do „Starego kościoła miechowskiego” (2006)[6],

### Opracowania monograficzne
- Papa Musioł: rzecz o Karolu Musiole i Opolu mieście  (1993)[6],
- Jakub Kania (1998)[6].

## Nagrody
- 1964 – nagroda miesięcznika „Odra”[2],
- 1968 – nagrodę miasta Opola[2],
- 1976 – odznaka honorowa „Zasłużony Opolszczyźnie”[7],
- 1980 – odznaka honorowa „Za zasługi dla województwa słupskiego”[7],
- 1996 – nagroda Wojewody Słupskiego za całokształt pracy twórczej[7],
- 1997 – nagroda Artystyczna Wojewody Opolskiego za 1996 rok[7],
- 1997 – nagroda Rektora Wyższej Szkoły Pedagogicznej w Słupsku I stopnia za osiągnięcia w działalności naukowej[7],
- 2002 – medal Komisji Edukacji Narodowej[7],
- 2006 – medal im. Anny Łajming[7],
- 2009 – nagroda II stopnia Prezydenta Miasta Słupska[7],
- 2010 – nagroda Marszałka Województwa Pomorskiego za wybitne zasługi w dziedzinie twórczości artystycznej oraz upowszechniania i ochrony kultury[7],
- 2016 – brązowy medal „Zasłużony Kulturze Gloria Artis”[7],
- 2016 – nagroda im. Karola Miarki[8],
- 2019 – medal Solidarności[7].